# Ondjaki
Ondjaki est le pseudonyme de l'écrivain et réalisateur angolais Ndalu de Almeida, né à Luanda le 5 juillet 1977. Il est l'auteur de romans, de nouvelles, de recueils de poèmes et d'ouvrage de littérature d'enfance et de jeunesse. Il a aussi réalisé un documentaire sur sa ville natale.

## Biographie
Ondjaki fait des études à Luanda avant de s'inscrire à la faculté de sociologie de l'université de Lisbonne. En 2010, il obtient un doctorat en Études africaines. Le sujet de sa thèse porte sur l'écrivain angolais José Luandino Vieira.
Sa carrière d'écrivain commence en 2000 avec la publication de son premier recueil de poésie Actu Sanguíneu, suivi par l'écriture d'une autobiographie de son enfance intitulée Bonjour camarades (Bom dia camaradas) en 2001.
Après avoir fréquenté pendant six mois les cours de l'université Columbia à New York, il réalise en 2007 avec Kiluanje Liberdade un film documentaire intitulé  Oxalá cresçam pitangas - histórias da Luanda (Pourvu que les pitangas grandissent - histoires de Luanda).
Il est un auteur réputé de littérature d'enfance et de jeunesse, genre qui lui vaut de nombreux prix, dont le Prix Jabuti 2010 pour AvóDezanove e o segredo do soviético, paru en 2008.
En 2012, le critique littéraire du journal The Guardian, Zukiswa  Wanner, le considère comme l'un des cinq meilleurs écrivains africains avec Léonora  Miano, H. J. Golakai, Chika Unigwe et Thando Mgqolozana.
Lauréat du Prix José Saramago 2013 pour son roman Les Transparents (Os Transparentes), il fait aussi partie des 39 écrivains âgés de moins de 40 ans venant de l'Afrique sub-saharienne à être sélectionnés par le festival Hay pour le projet Africa39.
Ses livres sont traduits en français, espagnol, italien, allemand, serbe, anglais, chinois, polonais et suédois.
Il vit actuellement en Angola, à Luanda

## Style
Ondjaki propose des récits à résonance autobiographique, narrant des histoires juvéniles dans les décors illustrant la vie des humbles sous le marxisme angolais. L'intention n'est pas de dresser un portrait historique, mais de repeindre l'histoire de l'Angola. Les scènes banales de la vie angolaises sont ses points d'intérêt et suscitent des tensions romanesques. À contre-courant des stéréotypes, il décrit un pays plein de fantaisie.
Né en 1977, Ondjaki a grandi dans une Angola ivre de pétrole et de guerre, où les gens du peuple se sont tissés leurs propres réseaux culturels et sociaux. L'auteur utilise un lyrisme lusophone réinventé à la sauce angolaise, conférant ainsi plus de réalisme aux faits rapportés, et se permet alors de tirer des traits dans un registre satirique tragi-comique.

## Œuvres

### Romans
- Bom Dia Camaradas (2001) Publié en français sous le titre Bonjour camarades, traduit par Dominique Nédellec, Genève, éditions Joie de lire, coll. « Récits », 2004  (ISBN 2-88258-282-X)
- O Assobiador (2002), court roman
- Quantas Madrugadas Tem A Noite (2004)
- AvóDezanove e o Segredo do Soviético (2008) Publié en français sous le titre GrandMère DixNeuf et le secret du Soviétique, traduit par Danielle Schramm, éditions Métailié, coll. « Bibliothèque portugais », 2021  (ISBN 979-10-226-1096-4)
- Os Transparentes (2012) Publié en français sous le titre Les Transparents, traduit par Danielle Schramm, Paris, éditions Métailié, coll. « Bibliothèque portugaise », 2015  (ISBN 979-10-226-0166-5) ; réédition, Paris, Points, no P4313, 2017  (ISBN 978-2-7578-6086-1)Prix Littérature Monde - Saint Malo 2016
- O convidador de pirilampos (2017)

### Recueils de nouvelles
- Momentos de Aqui (2001)
- E se Amanhã o Medo (2005)
- Os da minha rua (2007) Publié en français sous le titre Ceux de ma rue, traduit par Dominique Nédellec, Genève, éditions Joie de lire, coll. « Rétroviseur », 2007  (ISBN 978-2-88258-404-5)
- Sonhos azuis pelas esquinas (2014)
- O céu não sabe dançar sozinho (2014)

### Recueils de poésie
- Actu Sanguíneu (2000)
- Há Prendisajens com o Xão (2002)
- Materiais para confecção de um espanador de tristezas (2009)
- dentro de mim faz Sul, seguido de Acto sanguíneo (2010)
- Os modos do mármore (2015)

### Littérature d'enfance et de jeunesse
- Ynari: A Menina das Cinco Tranças (2004)
- AvóDezanove e o segredo do soviético (2008)
- O leão e o coelho saltitão (2008)
- O voo do Golfinho (2009)
- a bicicleta que tinha bigodes (2011)
- Uma escuridão bonita (2013)
- O Carnaval da Kissonde (2015)

### Théâtre
- Os vivos, o morto e o peixe-frito (2009)

## Filmographie
- 2007 : Oxalá Cresçam Pitangas, film documentaire angolais réalisé par Kiluanje Liberdade et Ondjaki
- 2008 : Netto e o Domador de Cavalos, film brésilien écrit et réalisé par Tabajara Ruas, assistant-réalisateur Ondjaki

## Prix
- Prix Sagrada Esperança pour le recueil de nouvelles E se Amanhã o Medo (Angola, 2004)
- Prix António Paulouro pour E se Amanhã o Medo (Portugal, 2005)
- Finaliste du prix “Portugal TELECOM” (Brésil, 2007), pour Bonjour camarades (Bom dia Camaradas)
- Grand Prix APE pour le recueil de nouvelles Ceux de ma rue (Os da minha rua), (Portugal, 2007)
- Finaliste du prix “Portugal TELECOM” (Brésil, 2008), pour Ceux de ma rue (Os da minha rua)
- Grinzane for Africa Prize - Young Writer (Etiópia/Italia/2008)
- Prix FNLIJ 2010 “littérature en Langue Portugaise”, pour AvóDezanove e o segredo do soviético [Brésil]
- Prix Jabuti, catégorie ‘juvenil’, pour AvóDezanove e o segredo do soviético (2010)
- Finaliste du prix Littéraire de São Paulo 2010, pour AvóDezanove e o segredo do soviético [Brésil]
- Finaliste du prix “Portugal TELECOM” (Brasil, 2010), pour AvóDezanove e o segredo do soviético
- Prix Caxinde do Conto Infantil, pour Ombela, a estória das chuvas (Angola, 2011)
- Prix Bissaya Barreto 2012, pour a bicicleta que tinha bigodes (Portugal, 2012)
- Prix FNLIJ 2013 “literatura em Língua Portuguesa”, pour a bicicleta que tinha bigodes [Brésil]
- Prix José Saramago 2013 pour Les Transparents (Os transparentes)[5]
- Prix FNLIJ 2014 “literatura em Língua Portuguesa”, pour Uma escuridão bonita [Brésil]
- Prix Jabuti, catégorie ‘juvenil’, pour le livre Uma escuridão bonita (2014)
- Prix Littérature Monde (étranger) Festival Étonnants Voyageurs (2016) pour Les Transparents

## Traductions
- Italie
  - “Il Fischiatore” - [O Assobiador]
Éditions : Lavoro, 2005 ; traduction de Vincenzo Barca
  - “Le aurore della notte” - [Quantas madrugadas tem a noite]
Éditions : Lavoro, 2006 ; traduction de Vincenzo Barca
  - “Buongiorno compagni!” - [Bom dia Camaradas]
Éditions : Iacobelli, 2011 ; traduction de Livia Apa

- Uruguay
  - “Buenos días camaradas” - [Bom dia Camaradas]
Éditions : Banda Oriental, 2005 (Uruguay seulement) ; traduction de Ana García Iglesias

- Suísse
  - “Bom Dia Camaradas: Ein Roman aus Angola”
Éditions : NordSüd 2006 ; traduction de Claudia Stein

- Espagne
  - “Y si mañana el miedo” - [E se amanhã o medo]
Éditions : Xordica, 2007 ; traduction de Félix Romeo
  - “Buenos dias camaradas” - [Bom dia Camaradas]
Éditions : Txalaparta, 2010 ; traduction de Ana García Iglesias

- Angleterre (UK)
  - “The Whistler” - [O Assobiador]
Éditions : Aflame Books, 2008 ; traduction de Richard Bartlett

- Canada
  - “Good Morning Comrades” - [Bom dia Camaradas]
Éditions : Biblioasis (droits pour Canada/USA), 2008 ; traduction de Stephen Henighan

- Mexique
  - “Buenos dias camaradas” - [Bom dia Camaradas]
Éditions : Almadía, 2008 ; traduction de Ana García Iglesias

- Argentine
  - “El Silbador” - [O Assobiador]
Éditions : Letranómada, 2011 ; traduction de Florencia Garramuño
  - "Os transparentes"
 Éditions : Letranómada, 2014

- Serbie
  - “Dobar dan, drugovi” - [Bom dia Camaradas]
Éditions : Krativni centar, 2009 ; traduction de Ana Kuzmanović-Jovanović

- Suède
  - [O Assobiador]
Éditions : Tranan, 2009 ; traduction de Yvonne Blank
  - [Bom dia camaradas]
 Éditions : Tranan, 2010 ; traduction de Yvonne Blank
  - [Ynari: a menina das cinco tranças]
Éditions : Tranan, 2010 ; traduction de Yvonne Blank

- Cuba
  - “Buenos dias, compañeros” - [Bom dia Camaradas]
Éditions : Editorial Gente Nueva, 2010 ; traduction de Ana Garcia Iglesias

- Pologne
  - [Avó Dezanove e o segredo do soviético]
Éditions : Karakter 2012